# Sporolactobacillus
Sporolactobacillus ist eine Gattung von Bakterien. Die Typusart ist Sporolactobacillus inulinus, zuerst beschrieben von Kitahara und Suzuki im Jahr 1963, erweitert von Kitahara und Lai 1967. Arten von Sporolactobacillus sind sporenbildende Milchsäurebakterien.

## Merkmale

### Erscheinungsbild
Die Zellen der Arten von Sporolactobacillus sind grampositiv. Es handelt sich um gerade Stäbchen mit einem Durchmesser von 0,4 bis 1,0 μm und einer Länge von 2,0 bis 4,0 μm. Sie treten einzeln, in Paaren oder seltener in Ketten auf. Die Arten sind meist beweglich (motil). Die Bewegung erfolgt mit Hilfe von peritrichen Geißeln. Sporolactobacillus bildet Endosporen als Überdauerungsform. Die Endosporen sind ellipsoid mit einem Durchmesser von 0,9–1,4 μm und einer Länge von 1,0–2,1 μm. Sie werden terminal oder subterminal in der Mutterzelle gebildet, dabei schwillt diese an.
Auf festen Nährböden wachsen die Zellen zu grauen bis weißen, sehr kleinen Kolonien heran. Sie sind in der Aufsicht rund, von der Seite betrachtet konvex und glänzend. Falls der Nährboden Calciumcarbonat enthält, wird dieses durch die Bildung von Milchsäure aufgelöst, so dass um die Kolonien ein klarer Hof zu sehen ist.

### Wachstum und Stoffwechsel
Alle Arten von Sporolactobacillus sind heterotroph, sie führen keine Photosynthese durch. Die Vertreter der Gattung sind fakultativ anaerob oder mikroaerophil, d. h. Wachstum erfolgt unter vollständigen Ausschluss von Sauerstoff oder unter geringem Sauerstoffanteil. Das Enzym Katalase ist nicht vorhanden. Sie können in einer Fermentation verschiedene Kohlenhydrate zur Energiegewinnung verwerten.
Wie die Milchsäurebakterien produziert Sporolactobacillus Milchsäure in einer Gärung, die folglich als Milchsäuregärung bezeichnet wird. Hierbei unterscheidet man zwischen homofermentativen und heterofermentativen Arten. Die Vertreter von Sporolactobacillus sind homofermentativ, sie produzieren aus Glucose praktisch ausschließlich Milchsäure. Bei dem Typusstamm von Sporolactobacillus inulinus ist dies überwiegend (> 99 %) die D-(−)-Milchsäure (Syn.: (R)-Milchsäure), die auch als linksdrehende Milchsäure bezeichnet wird. Bei anderen Arten hat man auch ein Gemisch aus D-(−)- und L-(+)-Milchsäure gefunden.
Die Kultivierung von Sporolactobacillus erfolgt in oder auf Nährmedien, die auch für Milchsäurebakterien geeignet sind, z. B. auf MRS-Agar, einem Nährmedium, das das Wachstum anspruchsvoller Milchsäurebakterien ermöglicht, da es komplexe Wachstumsfaktoren enthält. Welche Wachstumsfaktoren Sporolactobacillus tatsächlich benötigt, ist für die meisten Arten noch nicht geklärt. Das Nährmedium wird meist bei 30–37 °C inkubiert, dabei wird eine Gasatmosphäre mit 5 % Kohlenstoffdioxid empfohlen, da unter normaler Luft nur eine sehr langsame Vermehrung stattfindet. Die meisten untersuchten Stämme wachsen bei Temperaturen zwischen 20 und 40 °C, wobei die Vermehrung optimal bei etwa 30 °C ist. Da Sporolactobacillus Milchsäure produziert, ist er in der Lage, auch bei niedrigen pH-Werten zu wachsen. Bei S. inulinus wurde ein pH-Wert im Medium von 3,2–3,8 gemessen, bei anderen Arten ein pH-Wert von 4,4.
Die Sporenbildung erfolgt nicht automatisch, sondern wird durch bestimmte Umwelteinflüsse auf die Zellen ausgelöst. Ein Nährmedium, dessen Bestandteile die Sporenbildung fördern, ist beschrieben worden. Es enthält unter anderem Tomatensaft, der häufig als Bestandteil von Nährmedien für Milchsäurebakterien verwendet wird, Ammoniumsulfat und Stärke. Die Endosporen sind hitzeresistent, sie überstehen eine Erhitzung auf 70–80 °C für 10 Minuten und können danach noch auskeimen, durch eine Erhitzung auf 90 °C für 10 Minuten werden sie jedoch inaktiviert. Wie bei bakteriellen Endosporen üblich, enthalten sie Dipicolinsäure.

## Vorkommen und Ökologie
Das Bakterium, nach dem die Gattung beschrieben ist, wurde aus Hühnerfutter isoliert. Fast alle weiteren, bisher entdeckten Arten wurden in der Rhizosphäre oder anderen Bodenproben gefunden. Die Fundorte liegen überwiegend in Japan und Südostasien. In den USA wurden zwei Stämme isoliert, allerdings wurden dafür 700 Proben untersucht, so dass angenommen wird, dass Sporolactobacillus nicht häufig verbreitet ist.
Einige Arten sind mesophil, d. h. sie bevorzugen mittlere Temperaturen für das Wachstum. So zeigt Sporolactobacillus  lactosus Wachstum bei 45 °C, wobei viele Stämme auch bei 15 °C wachsen.

## Systematik
Die Typusart Sporolactobacillus inulinus wurde 1963 von Kitahara und Suzuki erstbeschrieben. Sie entdeckten in Hühnerfutter ein Bakterium, das ihrer Ansicht nach eine Zwischenform der Gattungen Lactobacillus (wegen der Milchsäuregärung) und Clostridium (wegen der Sporenbildung) darstellt. Sie schlugen eine neue Untergattung (Subgenus, abgekürzt als subgen.) Sporolactobacillus in der Familie Lactobacillaceae vor. Die Typusart wurde von ihnen als Sporolactobacillus (subgen. Lactobacillus) inulinus bezeichnet, was zur Folge hatte, dass die Gattung Lactobacillus in den Rang einer Untergattung herabgestuft wurde. Es ist wahrscheinlich, dass der korrekte Name Lactobacillus (subgen. Sporolactobacillus) inulinus sein sollte. Später wurde die Art von Kitahara u. a. nur noch als Sporolactobacillus inulinus bezeichnet und damit Sporolactobacillus als Gattung etabliert.
1972 wurde die Gattung dann zu der Familie Bacillaceae gestellt. Erst 2010 wurde durch Ludwig u. a. eine neue Familie Sporolactobacillaceae etabliert, deren Typusgattung Sporolactobacillus ist. Die Familie Sporolactobacillaceae ist zu der Ordnung Bacillales gestellt, nicht zu der Ordnung Lactobacillales, in der viele Milchsäurebakterien enthalten sind. Beide Ordnungen gehören zur Abteilung Firmicutes.
Der Gattungsname verweist auf das Vorkommen der Milchsäurebakterien (lateinisch lactis, „Milch“), das Aussehen der Zellen (lateinisch bacillus,  „kleiner Stab“) und die Fähigkeit, Sporen zu bilden (griechisch spora, „Spore“). Sporolactobacillus ist folglich ein stäbchenförmiges Bakterium in der Milch, das Sporen bilden kann. Tatsächlich kommt Sporolactobacillus aber nicht in Milch vor, der Bestandteil des Gattungsnamens verweist nur auf die Ähnlichkeit mit der Gattung Lactobacillus, die jedoch keine Sporen bildet.
Folgende Arten zählen zu der Gattung (Stand 16. März 2021):
- Sporolactobacillus inulinus (Kitahara und Suzuki 1963) Kitahara und Lai 1967
- Sporolactobacillus kofuensis Yanagida et al. 1997
- Sporolactobacillus lactosus Yanagida et al. 1997
- Sporolactobacillus laevolacticus (Andersch et al. 1994) Hatayama et al. 2006
- Sporolactobacillus nakayamae Yanagida et al. 1997
  - Sporolactobacillus nakayamae subsp. nakayamae Yanagida et al. 1997
  - Sporolactobacillus nakayamae subsp. racemicus Yanagida et al. 1997
- Sporolactobacillus pectinivorans Lan et al. 2016
- Sporolactobacillus putidus Fujita et al. 2010
- Sporolactobacillus shoreae Thamacharoensuk et al. 2015
- Sporolactobacillus shoreicorticis Tolieng et al. 2017
- Sporolactobacillus spathodeae Thamacharoensuk et al. 2015
- Sporolactobacillus terrae Yanagida et al. 1997
- Sporolactobacillus vineae Chang et al. 2008